# Atomosia metallescens
Atomosia metallescens är en tvåvingeart som beskrevs av Hermann 1912. Atomosia metallescens ingår i släktet Atomosia och familjen rovflugor. Inga underarter finns listade i Catalogue of Life.